# Jeanet Nijhof-Leeuw
Jeanet Nijhof-Leeuw (Enschede, 10 november 1962) is een Nederlands politica namens de PVV. Ze is sinds 2018 gemeenteraadslid van Hengelo en was van 23 mei 2011 tot haar aantreden tot Kamerlid ook lid van de Provinciale Staten van Overijssel. Sinds 6 december 2023 is ze lid van de Tweede Kamer der Staten-Generaal. Haar specialiteiten zijn landbouw, natuur en de stikstofcrisis.
Nijhof werkte als verpleegster voordat ze een beroepsopleiding in bestuurskunde afrondde. Ze runt ook een online dierenwinkel met haar gezin en is eigenaar van een Labrador-fokkerij. Nijhof woont in Hengelo en heeft drie dochters en twee kleindochters.